# Lijst van rijksmonumenten in Leusden (gemeente)
De gemeente Leusden telt 101 inschrijvingen in het rijksmonumentenregister. Hieronder een overzicht. 

## Achterveld
De plaats Achterveld telt 3 inschrijvingen in het rijksmonumentenregister.
| Object                                                                   | Oorspronkelijke functie? | Bouwjaar     | Architect | Locatie       | Coördinaten?                 | Nr.?   | Afbeelding                                                               |
| ------------------------------------------------------------------------ | ------------------------ | ------------ | --------- | ------------- | ---------------------------- | ------ | ------------------------------------------------------------------------ |
| Terrein waarin overblijfselen van de versterkte hofstede Groot-Zandbrink | Archeologisch monument   | middeleeuwen |           |               | 52° 7' 30" NB, 5° 28' 49" OL | 45633  | Terrein waarin overblijfselen van de versterkte hofstede Groot-Zandbrink |
| Sint Jozefkerk                                                           | Kerk en kerkonderdeel    | 1932-33      | H.W. Valk | Hessenweg 325 | 52° 8' 6" NB, 5° 29' 50" OL  | 524228 | Meer afbeeldingen                                                        |
| Groot Zandbrink                                                          | Boerderij                | 1878         |           | Postweg 2     | 52° 7' 29" NB, 5° 28' 47" OL | 524229 | Meer afbeeldingen                                                        |

## Leusden
De plaats Leusden telt 63 inschrijvingen in het rijksmonumentenregister. Zie Lijst van rijksmonumenten in Leusden (plaats) voor een overzicht.

## Leusden-Zuid
De plaats Leusden-Zuid telt 25 inschrijvingen in het rijksmonumentenregister. Zie Lijst van rijksmonumenten in Leusden-Zuid voor een overzicht.

## Oud-Leusden
De plaats Oud-Leusden telt 10 inschrijvingen in het rijksmonumentenregister.
| Object | Oorspronkelijke functie?  | Bouwjaar  | Architect | Locatie                 | Coördinaten?                 | Nr.?   | Afbeelding        |
| --- | ------------------------- | --------- | --------- | ----------------------- | ---------------------------- | ------ | ----------------- |
| Toren van de in 1828 gesloopte kerk, sober bakstenen bouwwerk. Klokkenstoel met klok van G. Koster, 1672, diam. 121,8 cm | Kerk en kerkonderdeel     | 13e eeuw  |           | Vlooswijkseweg 2        | 52° 7' 51" NB, 5° 22' 22" OL | 25790  | Meer afbeeldingen |
| Boerderij nabij de toren gelegen, witgepleisterd langhuis                                                                | Boerderij                 |           |           | Vlooswijkseweg 3        | 52° 7' 50" NB, 5° 22' 19" OL | 25791  | Meer afbeeldingen |
| Elf grafheuvels met daarbij behorende zones                                                                              | Archeologisch monument    |           |           |                         | 52° 6' 57" NB, 5° 21' 6" OL  | 45627  | Upload foto       |
| Terrein waarin zich de overblijfselen bevinden van een kerk                                                              | Archeologisch monument    | 11e eeuw  |           |                         | 52° 7' 52" NB, 5° 22' 19" OL | 45630  | Upload foto       |
| Kamp Amersfoort: Schietbaan en fusilladeplaats                                                                           | 'Niet van Toepassing'     | 1939-1942 |           | Loes van Overeemlaan 19 | 52° 7' 56" NB, 5° 21' 55" OL | 524410 | Meer afbeeldingen |
| Kamp Amersfoort: Muurschildering                                                                                         | 'Niet van Toepassing'     | 1940-1945 |           | Loes van Overeemlaan 19 | 52° 7' 56" NB, 5° 21' 55" OL | 529206 | Meer afbeeldingen |
| Kamp Amersfoort: Houten wachttoren                                                                                       | Waarnemingspost           | 1940      |           | Loes van Overeemlaan 19 | 52° 7' 56" NB, 5° 21' 55" OL | 529207 | Meer afbeeldingen |
| Kamp Amersfoort: Klokkenstoel met Appelklok                                                                              | 'Niet van Toepassing'     | 1940      |           | Loes van Overeemlaan 19 | 52° 7' 56" NB, 5° 21' 55" OL | 529208 | Meer afbeeldingen |
| Kamp Amersfoort: Restant van lijkhuisje                                                                                  | Begraafplaats en -onderdl | 1940      |           | Loes van Overeemlaan 19 | 52° 7' 56" NB, 5° 21' 55" OL | 529209 | Meer afbeeldingen |
| Kamp Amersfoort: Monument en "De stenen man", Gevangene voor het vuurpeloton                                             | 'Niet van Toepassing'     | 1953      |           | Loes van Overeemlaan 19 | 52° 7' 56" NB, 5° 21' 55" OL | 529210 | Meer afbeeldingen |

Amersfoort ·
Baarn ·
Bunnik ·
Bunschoten ·
De Bilt ·
De Ronde Venen ·
Eemnes ·
Houten ·
IJsselstein ·
Leusden ·
Lopik ·
Montfoort ·
Nieuwegein ·
Oudewater ·
Renswoude ·
Rhenen ·
Soest ·
Stichtse Vecht ·
Utrecht ·
Utrechtse Heuvelrug ·
Veenendaal ·
Vijfheerenlanden ·
Wijk bij Duurstede ·
Woerden ·
Woudenberg ·
Zeist